# Kiesgarten
Als Kiesgarten bezeichnet man einen Garten, in dem eine oberflächliche Schicht von Kies oder Schotter hilft, das Wasser im Boden zu speichern und das Wachstum von Unkräutern zu stoppen.

## Nutzpflanzen

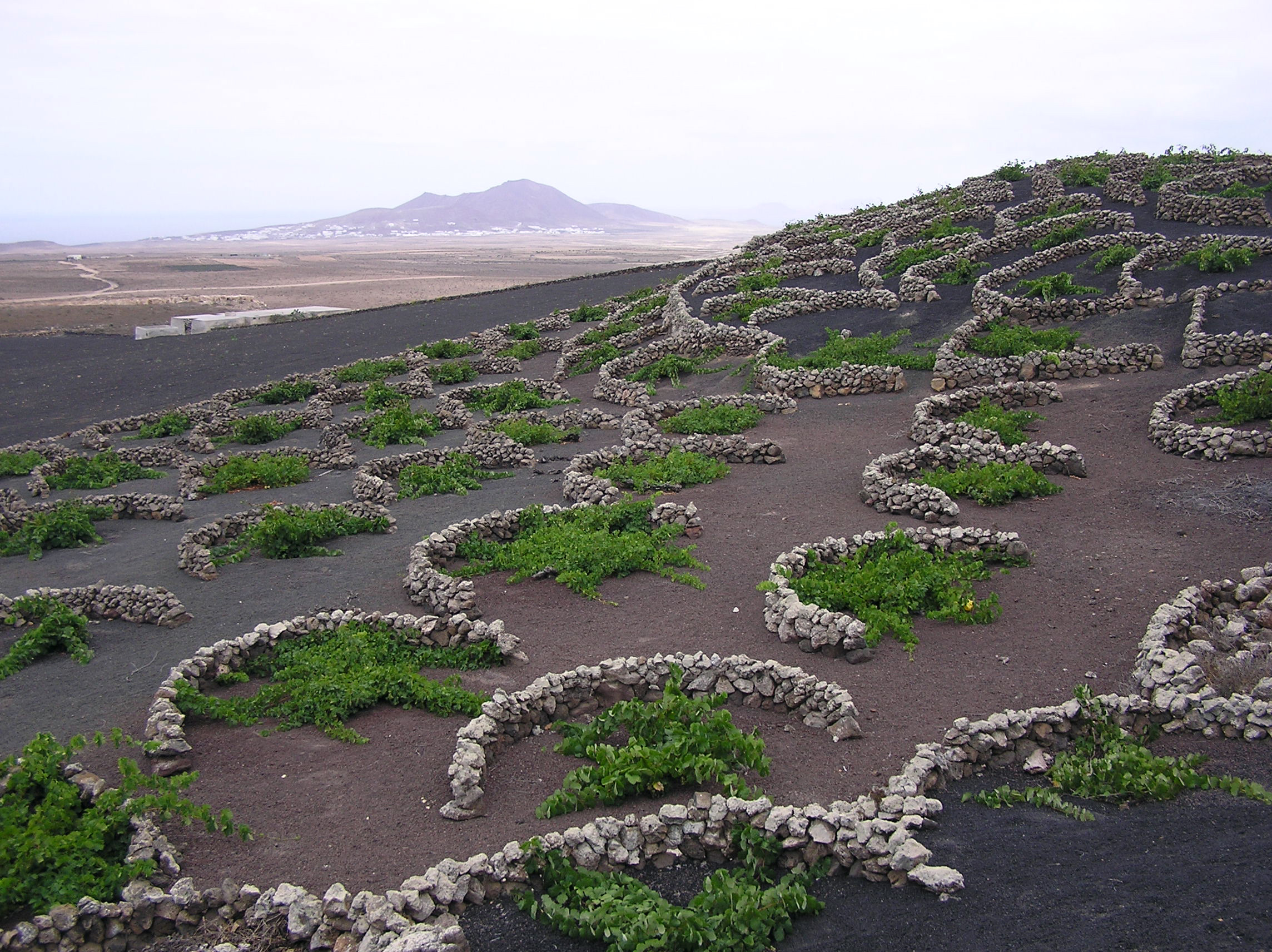
Weinanbau mit Lapilli-Mulch in La Geria, Lanzarote

Die Technik des Mulchens mit einer Stein- oder Kiesschicht ist aus vielen heißen und trockenen Gebieten bekannt und wird dort für den Anbau von Nutzpflanzen genutzt.
Der Untergrund sollte idealerweise steinfrei sein und aus sandigem Lehm oder lehmigem Sand bestehen. Oberflächennahe Kiesel wirken besser als in den Boden gemischte Steine.

### Vor- und Nachteile
Die Steine halten die Wurzeln kühl, erhöhen die Wasseraufnahmefähigkeit des Substrats, verhindern Verdunstung und Erosion und verbessern die Lebensbedingungen für Regenwürmer. Auch die Versalzung der Böden wird verringert. Wird poröses Gestein, wie zum Beispiel Lapilli oder Tephra verwendet, kann dieses Tau und Nebel aufnehmen, speichern und an die Pflanzen abgeben. Kiesel verringern ferner die Temperaturunterschiede zwischen Tag und Nacht. In Bergregionen kann dies einen gewissen Frostschutz bewirken. Auch Schnee kann durch die Steinsetzungen akkumuliert werden. Junge vulkanische Gesteine können zudem Nährstoffe an den Boden abgeben, dies wird durch Bakterien unterstützt, die sich in den Lapilli ansiedeln.
Als Nachteil solcherart gemulchter Böden wird angeführt, dass sie nur schlecht gedüngt werden können. Bei der Verwendung kompakter Gesteine wird der Taufall anscheinend manchmal verringert, dies scheint aber temperaturabhängig zu sein. Wird äolisch transportiertes Feinmaterial abgelagert, vermindert dies die Wasserspeicherung im Garten. In Gebieten mit hoher Sand- und Staubablagerung kann das die Lebensdauer von Kiesgärten verringern.

### Geschichte
Der früheste Nachweis von Kiesmulch stammt von den Nabatäern im Negev.
Kiesmulch findet sich auch in Polynesien, auf der Osterinsel, im Norden der Südinsel von Neuseeland, wo sie jedoch vor dem 19. Jahrhundert aufgegeben wurde. In Syrien wird er im traditionellen Ackerbau eingesetzt. Steinmulch ist auch aus Äthiopien bekannt (Tigray). Besonders häufig sind solche Stein- oder Schotterschichten in Öl-, Wein- oder Obstgärten. Auf den Kanarischen Inseln dienen sie unter anderem dem Weinbau (Enarenado artificial), aber auch für den Anbau von Mais, Zwiebeln und Kartoffeln. Jensen will die Methode auf die Ureinwohner von Lanzarote zurückführen, liefert dafür aber keine Belege.
Die Technik findet auch bei der Aufforstung Anwendung.
Im Südwesten der USA sind Steingärten, hier auch als Lithic Mulch bekannt, unter anderem bei den Tewa im Española Basin und den Zuni. Archäologisch wurden Kiesmulchgärten für die Anasazi am Rio Grande in New Mexico nachgewiesen. Sie legten zwischen 1350 und 1500 n. Chr. im Chama-Ojo Caliente Tal nördlich von Santa Fe und im Galisteo-Becken südlich der Stadt Systeme aus rechteckigen Feldern an, die auf Luftbildern entdeckt wurden, da Pflanzen hier noch heute besser wachsen. Die Grenzen der Felder wurden mit faustgroßen Kieseln markiert. Bei dem Pueblo San Marcos wurden insgesamt 4,1 ha solcher Gärten gefunden. Die Beete waren zwischen 4 m × 8 m und 30 m × 105 m groß. Die Kiesschicht ist zwischen 5 und 11 cm dick. Die Kiesel stammten aus Gruben in der Umgebung der Felder, die vielleicht auch als Pflanzgruben dienten, in denen sich Wasser sammelte. In den Feldern wurde vermutlich Mais angebaut. Im Umfeld des Pueblo Yunge Owingeh (LA 59) (San Juan Pueblo Grant) und beim Black Mesa Pueblo (LA 23, Tunyo) wurde über Pollenanalysen Baumwollanbau nachgewiesen. Hier wurden Kiesel zwischen 8 und 16 mm und 32–64 mm Durchmesser verwendet. Ob die Azteken Steinmulch verwendeten, scheint unklar, ihre Vorliebe für steinige Böden fand Erwähnung.

### Sonderformen
Eine Sonderform des Kiesmulchs ist die Verwendung von Muschelschalen der Gattung Paphies durch die Maori auf Neuseeland (Triangle Flat) als Mulch. Auch Vulkanasche wird eingesetzt.

## Gärten

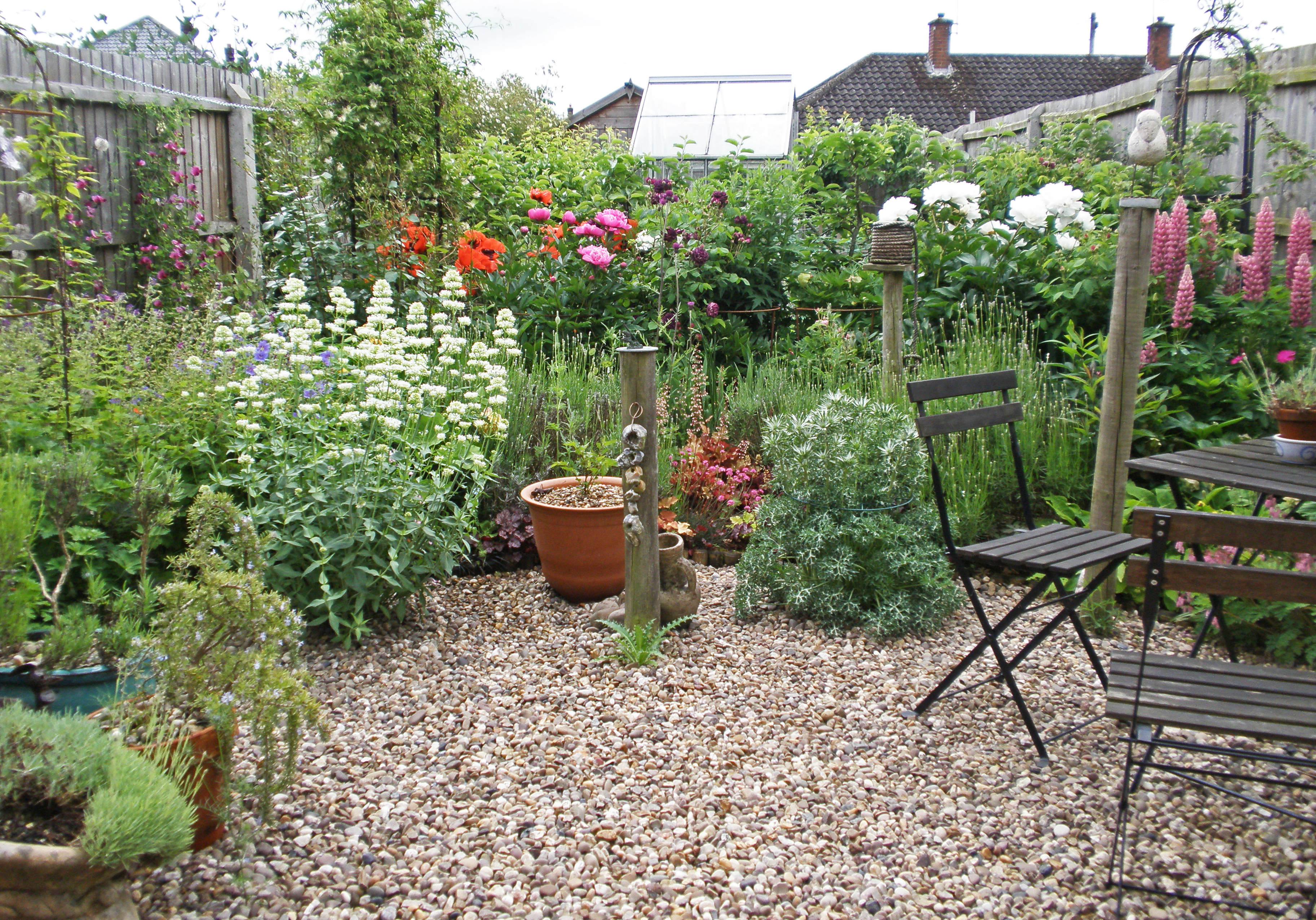
Kiesgarten in Coventry, England

Heute werden Kiesgärten oft angelegt, um arbeitsintensive Rasenflächen zu ersetzen, die zudem viel Wasser und Dünger benötigen. Damit sind sie auch für öffentliche Grünanlagen geeignet. Kiesgärten bieten Wildtieren wie Solitärbienen, Schmetterlingen und samenfressenden Vogelarten ein gutes Habitat, dagegen sind sie für Schnecken wenig einladend.
Als Begründerin des modernen Kiesgartens gilt die englische Gärtnerin und Autorin Beth Chatto, die, angeregt durch blumenreiche neuseeländische Berglandschaften, 1991 den Parkplatz ihres Anwesens in Elmstead zu einem Kiesgarten umgestaltete, der in dem für britische Verhältnisse trockenen Essex auf der dicken Kiesschicht einer Endmoräne ohne zusätzliche Bewässerung auskam. Der Boden war vorher maschinell aufgelockert und mit Humus und Pflanzenasche angereichert worden. Insgesamt wurden 100 t organisches Material eingearbeitet. Chatto pflanzte trockenheitsresistente Bäume wie Eukalyptus und Essigbaum, sowie Sträucher wie Ätnaginster, Baumginster, Pfriemenginster und Wacholder. Der Garten ist aber geprägt durch Stauden, vor allem Verbascum olympicum, Goldlack, Kugel-Rainfarn, Ballota accetabulosa, Katzenminze, Dorniger Akanthus, Schopflavendel, Eisenkraut, Russel-Brandkraut und Euphorbia wulfenii subsp. characias sowie einige Zwiebelgewächse wie die spätblühende Tulipa sprengeri und Zierlauch. Die Bepflanzung wurde durch einjährige Pflanzen wie Spielarten des Klatschmohns ("Mother of Pearl") und Ausdauernder Lein aufgelockert. Auch Gräser wie Engelhaargras und die grasartige Wandernde Iris Libertina peregrinans kamen zum Einsatz, damals in England noch sehr ungewöhnlich. Chattos Buch The gravel Garden erschien 2000 und machte diese Form des Gartens populär. Es wurde ins Deutsche übersetzt und auch in anderen Weltgegenden wie Australien positiv aufgenommen, wenn hier auch der Einsatz invasiver Unkräuter wie Agapanthus und Götterbaum kritisiert wurde. Chattos Garten enthielt vor allem Pflanzen aus mediterranen Klimazonen und bestach durch den Reichtum an farbintensiven Blüten und den vergleichsweise geringen Pflegeaufwand. In der Kiesschicht säen sich wärmeliebende Pflanzen auch häufig selbst aus.
In Denmans setzen sich selbstaussäende olympische Königskerzen und Sisyrinchium striatum ("Filler" in Brookes’ Terminologie) jährlich wandernde Akzente. Mit Rosmarin und Euphorbia rigida kommen hier weitere Mittelmeerpflanzen zum Einsatz.

## Anlage
Als Vorbereitung muss der bestehende Boden gründlich gelockert werden. Schwere Böden werden mit Sand versetzt, um sie durchlässiger zu machen, auf flachem Grund kann Rohrdrainage notwendig sein. Dann wird eine 6-8 cm dicke Kies- oder Schotterschicht aufgebracht. Die einzelnen Kiesel sollten zwischen 0,5 und 2,5 cm dick sein, kleinere Aggregat-Größen fangen verrottende Vegetationsbestandteile auf und wandeln sich allmählich zu humosem Gartenboden um, was nicht erwünscht ist. Zudem verlocken sie Katzen dazu, darin abzukoten. Es kann sowohl Kies als auch Schotter verwendet werden, idealerweise aus lokalen Vorkommen. Auf Hängen ist Schotter besser geeignet, da er weniger rutscht und geologisch passender ist. Für reinen Schutz vor Unkräutern werden Kiesdicken von 10-12 cm und Korngrößen zwischen 1 und 3 cm vorgeschlagen. Der Abbau von Kies belastet die Umwelt und kann zur Vernichtung von Habitaten in Flussauen führen (Kiesgruben). Orr hält deshalb die Verwendung von Schotter für umweltschonender, hier ist allerdings der Aufwand für die Verkleinerung des Felsens zu berücksichtigen, und auch Steinbrüche zerstören die Landschaft.
Orr empfiehlt, die obersten 6-8 cm des Bodens (Mutterboden) abzutragen, den – möglichst flachen – Untergrund zu verdichten und darauf Straßenschotter aufzubringen. Darauf kommen 1,5 - 3 cm Kies. Eine Mischung verschiedener Aggregargrößen ergebe eine dichtere Deckschicht. Eine so dünnen Kiesschicht muss allerdings regelmäßig ergänzt werden, daher ist es besser, gleich eine dickere Abdeckung aufzubringen. Auch in Denmans wurde der Untergrund verdichtet, mit einer 1 cm dicken Schicht erbsengroßer Kiesel bedeckt, diese mit einer Glattwalze eingedrückt, und dann eine lose 10 cm dicke Kiesschicht aufgetragen. Das trockene Flusstal wurde mit Steinbrocken verschiedener Größen gestaltet.
In den Chanticleer Gardens wurde mit einer Mischung von 1/3 Kies, 1/3 Sand und 1/3 lokale Erde (Lehm) gearbeitet, dies ist jedoch nur auf gut durchlässigen Böden möglich und kann zudem zu starkem Unkrautwachstum führen.
Auf Plastiklagen oder künstliche Geotextilien unter der Kiesschicht sollte verzichtet werden, sie fangen feine Partikel auf und behindern so langfristig den Wasserabfluss, zudem können Pfahlwurzeln nicht in tiefere Erdschichten vordringen, und das Bodenleben wird verringert. Über kurz oder lang wird das Material durch Bodenbewegungen auch oberflächlich sichtbar.
Etwa alle drei Jahre muss der Kies ergänzt werden, da Steine in tiefere Erdschichten wandern.

## Natürliche Vorbilder

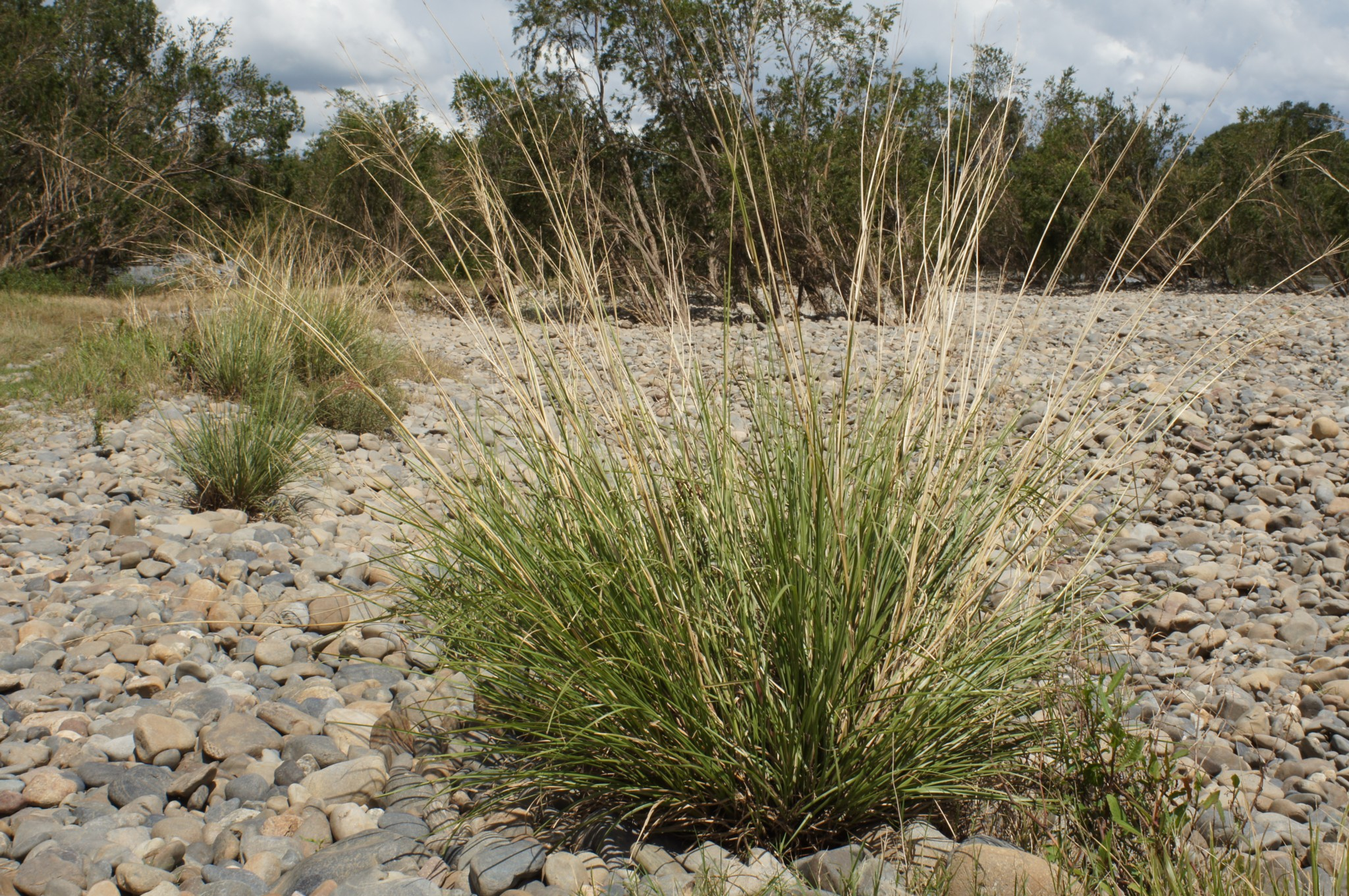
Vegetation im Schotterbett des Macleay River, Australien

In der Natur finden sich Vegetationen auf Kies etwa am Rand von Gebirgsbächen und temporären Wasserläufen in Trockengebieten. Der Filmregisseur Derek Jarman legte einen Kiesgarten am Geröllstrand von Dungeness in Kent an (Prospect Cottage), der heute recht berühmt ist und vielen Küstengärten als Vorbild dient.

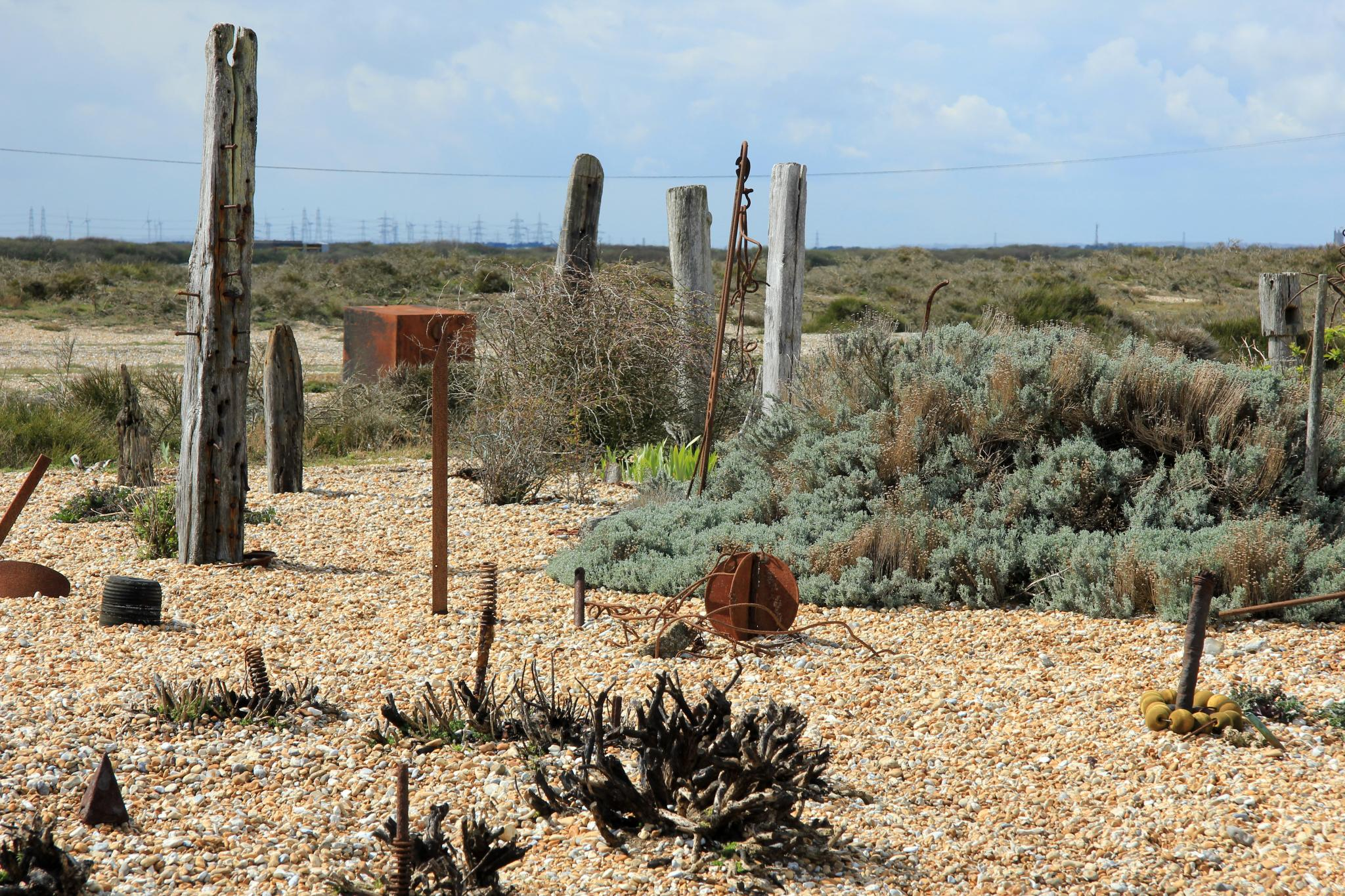
Kiesgarten von Jarmans Prospect Cottage

## Typen
Filippi nennt zwei Typen von Gärten, die mit einer oberflächlichen Kiesschicht arbeiten: Blühende Steppen und den eigentlichen Kiesgarten.
- Unter "blühender Steppe" versteht Filippi[62] niedrigwachsende Pflanzengesellschaften auf dünnen Böden bei heißem Klima und mit starkem Weidedruck. Als Beispiel nennt er den Causse du Larzac im Zentralmassiv.[63] Dieser ist eine typische Felstrift oder niedrige Phrygana, der Begriff Steppe bezeichnet dagegen überwiegend krautige Pflanzengesellschaften auf fruchtbaren, tiefgründigen, meist alkalinen Böden, deren Wachstum durch Regenfall begrenzt wird. Filippis "blühende Steppe" kann begangen werden.
- Der eigentliche Kiesgarten Filippis entspricht mehr der Macchia und enthält außer niedrigen Stauden und Zwergbüschen auch Büsche sowie Stauden, die keine ständige Begehung vertragen.[64]

## Abgrenzung
Von einem Steingarten unterscheidet sich ein Kiesgarten dadurch, dass kleine Steine als Deckschicht dienen und meist keine Gebirgspflanzen angebaut werden, während in einen Steingarten Pflanzen in eine Matrix aus großen Steinen/Felsen gesetzt werden. Überschneidungen ergeben sich bei Geröllgärten. Ein Schottergarten besteht dagegen aus einer Schotterschicht über einer undurchdringlichen Membran und ist darauf ausgelegt, Pflanzenwachstum zu unterdrücken, stellt im strengen Sinne also keinen Garten dar. Bei Ornamenten aus niedrigen Formschnittgehölzen, die mit buntem Schotter, Ziegelbruch oder Glas gefüllt sind, wie sie etwa für Barockgärten typisch sind, spricht man von Broderien.

## Bekannte Kiesgärten
- Beth Chatto's Gardens, Elmstead Market, Colchester[65]
- Prospect Cottage, Dungeness, Kent
- Denmans Garden,[66] Sussex, gestaltet von Joyce Robinson und John Brookes, trockenes Flussbett
- East Ruston Old Vicarage Garden, Alan Gray und Graham Robson, "Desert Wash"
- Schau- und Sichtungsgarten Hermanshof, Weinheim
- Gravel Garden in den Chanticleer Gardens, Pennsylvanien

## Internetquellen
- Ab nächsten Sommer nicht mehr gießen: Wer jetzt seinen Kiesgarten plant, kommt bald ohne Wasser aus, privates Blog